# Michael Lindvad
Michael Lindvad (født 25. maj 1940 i Frederiksberg) er en dansk skuespiller.
Han er uddannet fra Privatteatrenes Elevskole i 1964, og har siden da optrådt på en lang række teatre, af hvilke kan nævnes Det ny Teater, Boldhus Teatret, Aveny Teatret, Allé Scenen, Det Danske Teater, Gladsaxe Teater, Aalborg Teater og Nørrebros Teater.
I tv har han bl.a. medvirket i serierne En by i provinsen, Bryggeren og TAXA.
Michael Lindved var i en periode gift med skuespillerinden Brigitte Kolerus og fik med hende sønnen Augustin Lindvad. Sammen var de i 1978 med til at oprette Teatret ved Sorte Hest.

## Udvalgt filmografi

### Film
- Den hvide hingst – 1961
- Nøddebo Præstegård (1974) – 1974
- Hjerter er trumf – 1976
- Familien Gyldenkål vinder valget – 1977
- Drengene fra Sankt Petri – 1991
- Min fynske barndom – 1994

### Tv-serier
- Gøngehøvdingen – 1992 som Kaptajn Olof Kernbock.